# Ribeirão Baguaçu
O Ribeirão Baguaçu é um curso de água localizado no oeste do Estado de São Paulo. Percorre 55 km entre as cidades de Braúna, Bilac, Birigui e Araçatuba até desaguar no Tietê, recebendo água de cerca de 200 pequenas nascentes. Seu nome deriva do tupi onde babaçu significa fruto grande.
Em Araçatuba o ribeirão é responsável por 70% do abastecimento do município e sua data comemorativa é firmada por lei municipal em 22 de abrilA captação das águas do ribeirão tem início na década de 30. Grande trecho passa dentro de área urbana. 
Recebe efluentes de estações de tratamento de esgoto em Araçatuba e Bilac, além de efluentes de algumas indústrias. A outra parte da bacia é ocupada pelo uso na pecuária e agricultura.